# Merlot

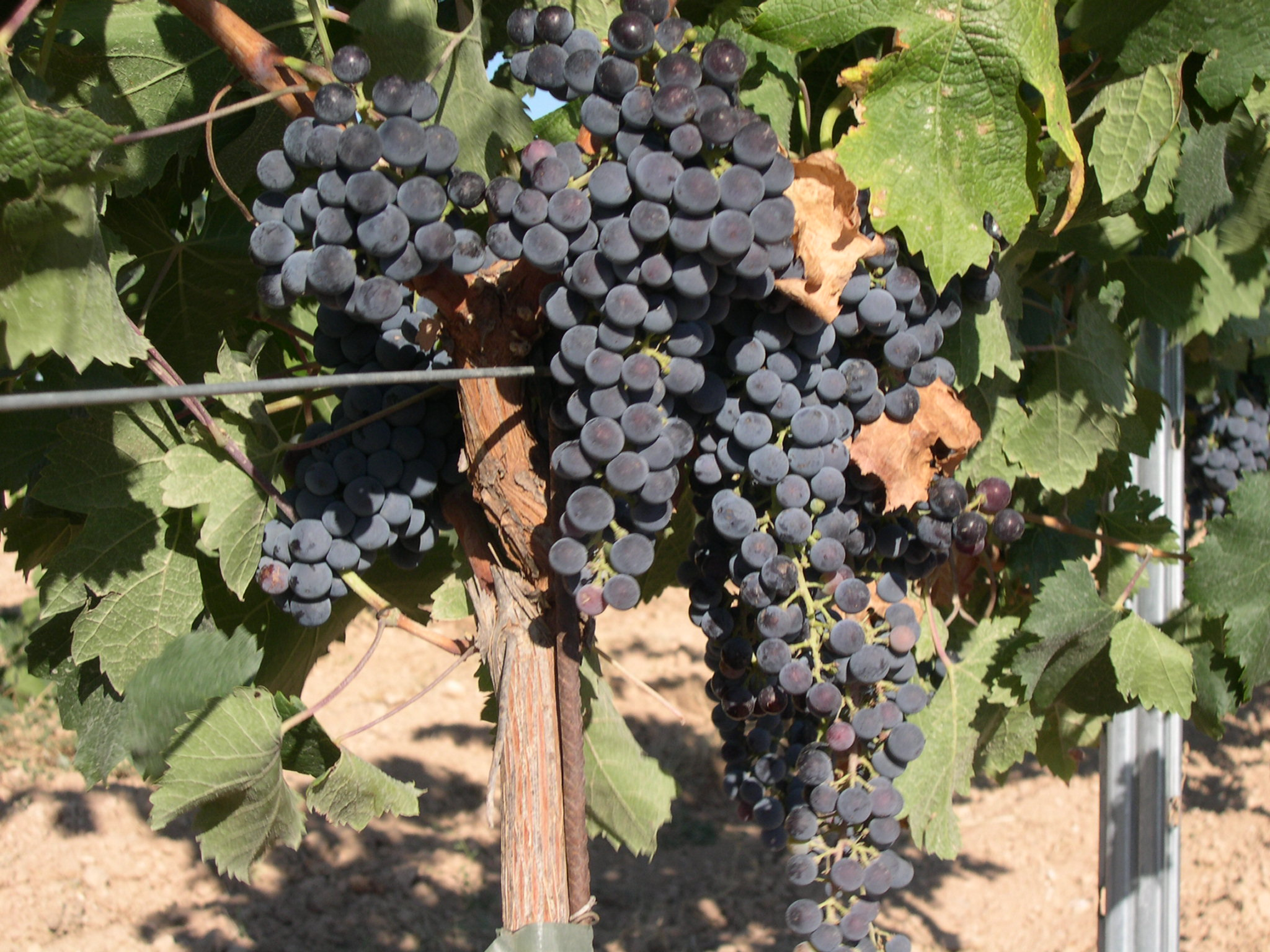
Merlot

Merlot is een blauwe druivensoort die gebruikt wordt voor het maken van wijn. Zij is een van de traditionele druivensoorten van de Franse Bordeaux-streek, zowel in de Médoc, waar de cabernet sauvignon domineert, als in Pomerol en Saint-Émilion. De naam Merlot zou vernoemd zijn naar de merel.
De druif is iets groter en heeft een dunnere schil dan de cabernet sauvignon. De druif heeft van nature weinig zuren. Merlot bevat minder kleurstof en minder tannines dan cabernet sauvignon. De druiven zijn vroeg rijp en worden van alle blauwe druiven als eerste geoogst. Deze snelle rijping van de merlot is ideaal in gebieden met een koeler klimaat. Merlot die heeft kunnen rijpen in eiken vaten kan heel lang bewaard worden.
De Merlot is een internationaal druivenras en is in geur en smaak vooral te herkennen aan rood fruit zoals: kersen, bessen en pruimen. De wijnen van deze druif zijn over het algemeen sappiger en soepeler dan die van de cabernet sauvignon, met minder tannine. Daardoor zijn ze vaak gemakkelijker en jonger te drinken. Het zijn gulle wijnen met veel smaak.
Deze druivensoort wordt in de Côtes de Gascogne gebruikt voor rode wijn en roséwijn.
Buiten Frankrijk is Californië een belangrijke producent van merlotwijn. Men kwam er in de jaren zeventig tot de ontdekking dat Merlot niet alleen goed functioneerde in een assemblage naar Frans model, maar ook op zichzelf, als cépage, een prima wijn kan voortbrengen.
Verder wordt er merlotwijn geproduceerd in Italië (vooral in het noordoosten), Zuid-Afrika, Nieuw-Zeeland, Australië, Hongarije, Kroatië - waar het merlot-areaal de voorbije tien jaar is vernegenvoudigd - in Spanje, en Zuid-Amerika, met name in Chili.